# Општина Камник
Општина Камник (словен. Kamnik) је једна од општина Средњесловенске регије у држави Словенији. Седиште општине је истоимени град Камник.

## Природне одлике
Рељеф: Општина Камник налази се у северном делу државе, североисточно од Љубљане. Општина је пространа, па има више целина. У средишњем делу налази се долина реке Камнишке Бистрице, плодна и насељена. Нешто мања је долина речице Невљице, која се пружа у источном делу општине. У северном делу пружају Камнишки Алпи са више врхова преко 2.000 метара надморске висине. У југоисточном делу општине налази се планина Велики Врх.
Клима: У нижим деловима општине влада умерено континентална клима, а у вишим њена оштрија, планинска варијанта.
Воде: Најважнија река у општини је Камнишка Бистрица, притока Саве, која пресеца општину на западни и источни део и која протиче кроз град Камник. Њена једина већа притока на подручју општине је речица Невљица. Поред њих постоји и низ мањих водотока, који се уливаљју у ове две реке.

## Становништво
Општина Камник је средње густо насељена.

## Насеља општине
| - Бела Печ - Бела - Бистричица - Брезје над Камником - Брише - Буч - Васено - Велика Лашна - Велика Планина - Велики Хриб - Велики Ракитовец - Вир при Невљах - Водице над Камником - Волчји Поток - Врања Печ - Врхпоље при Камнику - Габровница - Годич - Голице - Гозд - Градишче в Тухињу - Жага - Жубејево - Жупање Њиве - Загорица над Камником | - Зајасовник - Закал - Заврх при Чрнивцу - Здуша - Згорње Паловче - Згорње Страње - Згорњи Мотник - Згорњи Тухињ - Знојиле - Јераново - Калише - Камник - Камнишка Бистрица - Клеменчево - Костањ - Кошише - Крегарјево - Кривчево - Кршич - Ланише - Ласено - Лазе в Тухињу - Липље - Локе в Тухињу - Мали Хриб - Мали Ракитовец | - Марково - Мекиње - Мотник - Невље - Окрог при Мотнику - Окрогло - Ошевек - Пиршево - Подбрег - Подгорје - Подхрушка - Подјелше - Подлом - Подстуденец - Пољана - Поребер - Поток в Чрни - Поток - Прапроче в Тухињу - Пшајновица - Равне при Шмартнем - Рожично - Рудник при Радомљах - Села при Камнику - Сидол | - Смречје в Чрни - Сновик - Сотеска - Совиња Печ - Сподње Паловче - Сподње Страње - Средња Вас при Камнику - Стаховица - Стара Села - Стебљевек - Столник - Студенца - Требелно при Паловчах - Тробелно - Тучна - Туњице - Туњишка Млака - Хриб при Камнику - Хрушевка - Циркуше в Тухињу - Чешњице в Тухињу - Чрна при Камнику - Чрни Врх в Тухињу - Шмарца - Шмартно в Тухињу - Шпиталич |  |